# Caucourt
Caucourt ist eine französische Gemeinde mit 332 Einwohnern (Stand: 1. Januar 2022) im Département Pas-de-Calais in der Region Hauts-de-France. Sie gehört zum Arrondissement Béthune und zum Kanton Bruay-la-Buissière. Die Einwohner werden Maisnilois genannt.

## Geographie
Die Gemeinde Caucourt liegt etwa 15 Kilometer südsüdwestlich von Béthune. Umgeben wird Caucourt von den Nachbargemeinden Gauchin-Légal im Westen und Norden und, Estrée-Cauchy im Osten, Cambligneul im Südosten, Villers-Châtel und Mingoval im Süden sowie Béthonsart im Südwesten.

## Bevölkerungsentwicklung
| Jahr                       | 1962 | 1968 | 1975 | 1982 | 1990 | 1999 | 2006 | 2013 | 2022 |
| -------------------------- | ---- | ---- | ---- | ---- | ---- | ---- | ---- | ---- | ---- |
| Einwohner                  | 284  | 283  | 268  | 275  | 270  | 277  | 310  | 340  | 332  |
| Quellen: Cassini und INSEE |      |      |      |      |      |      |      |      |      |

## Sehenswürdigkeiten
- Kirche Saint-Pierre aus dem 16. Jahrhundert
- Kapelle Notre-Dame-de-la-Nativité
- Kapelle Notre-Dame-de-Lourdes
- Alte Wassermühle
- Portal des alten Schlosses

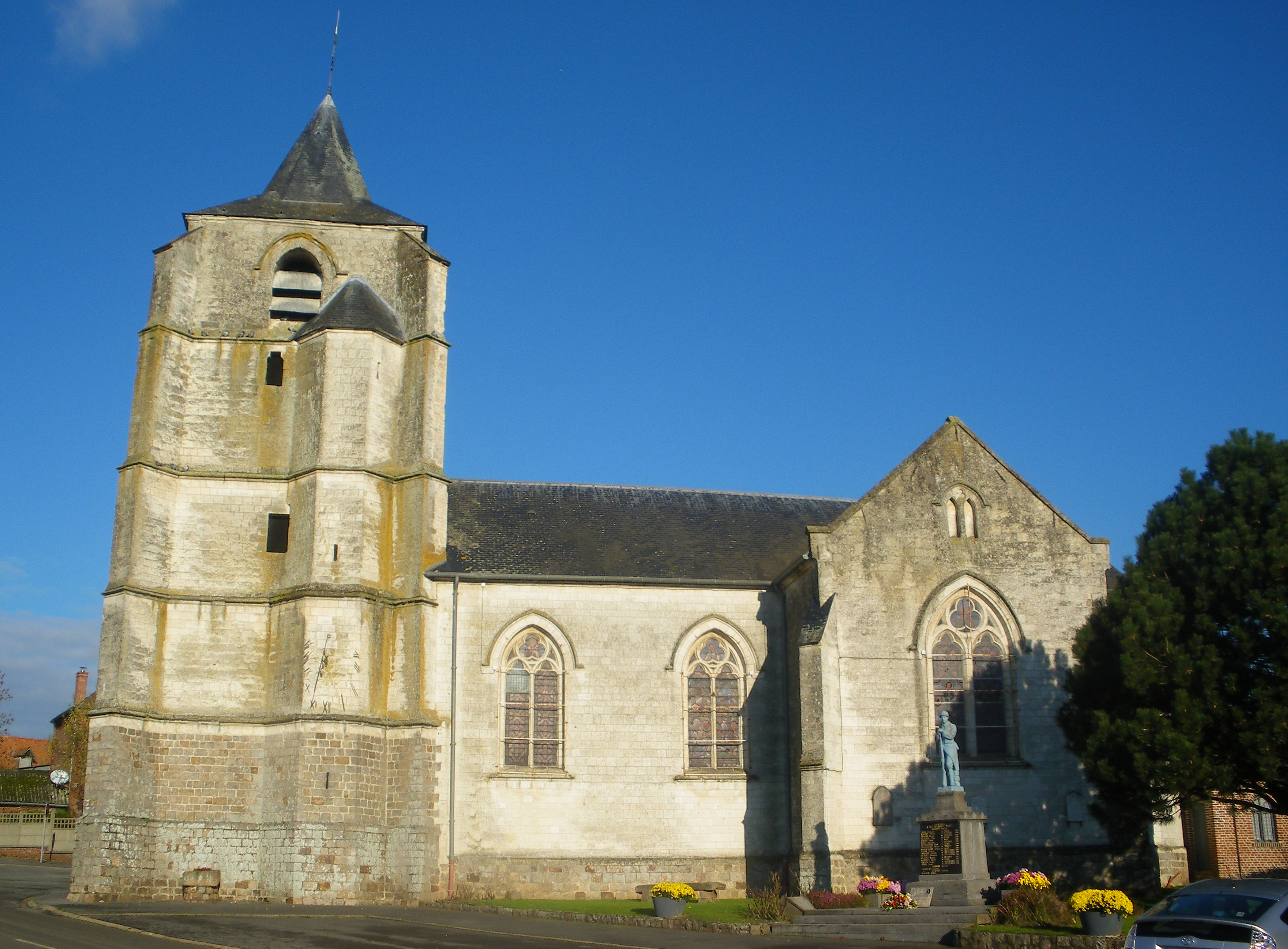
Kirche Saint-Pierre
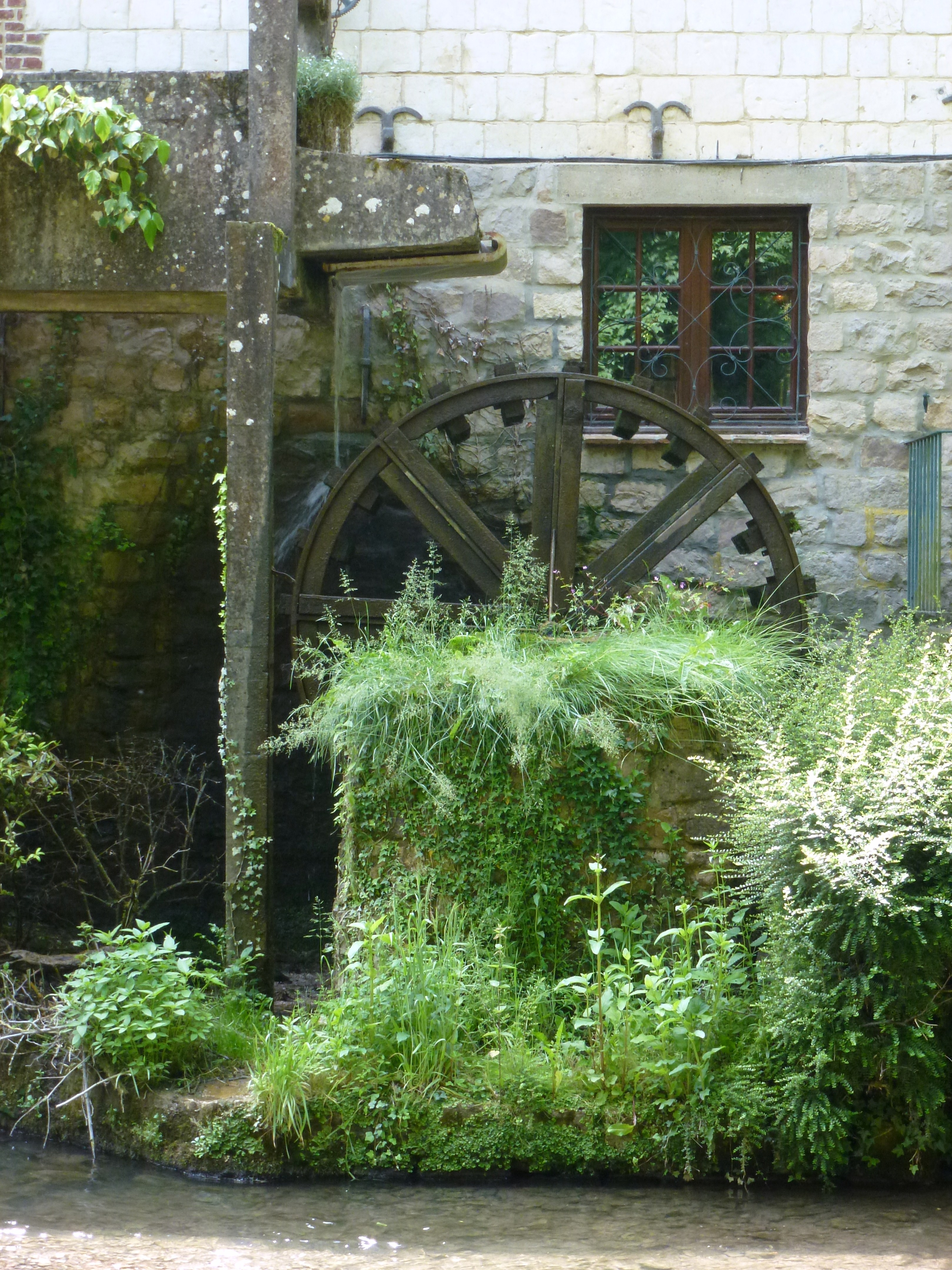
Wassermühle
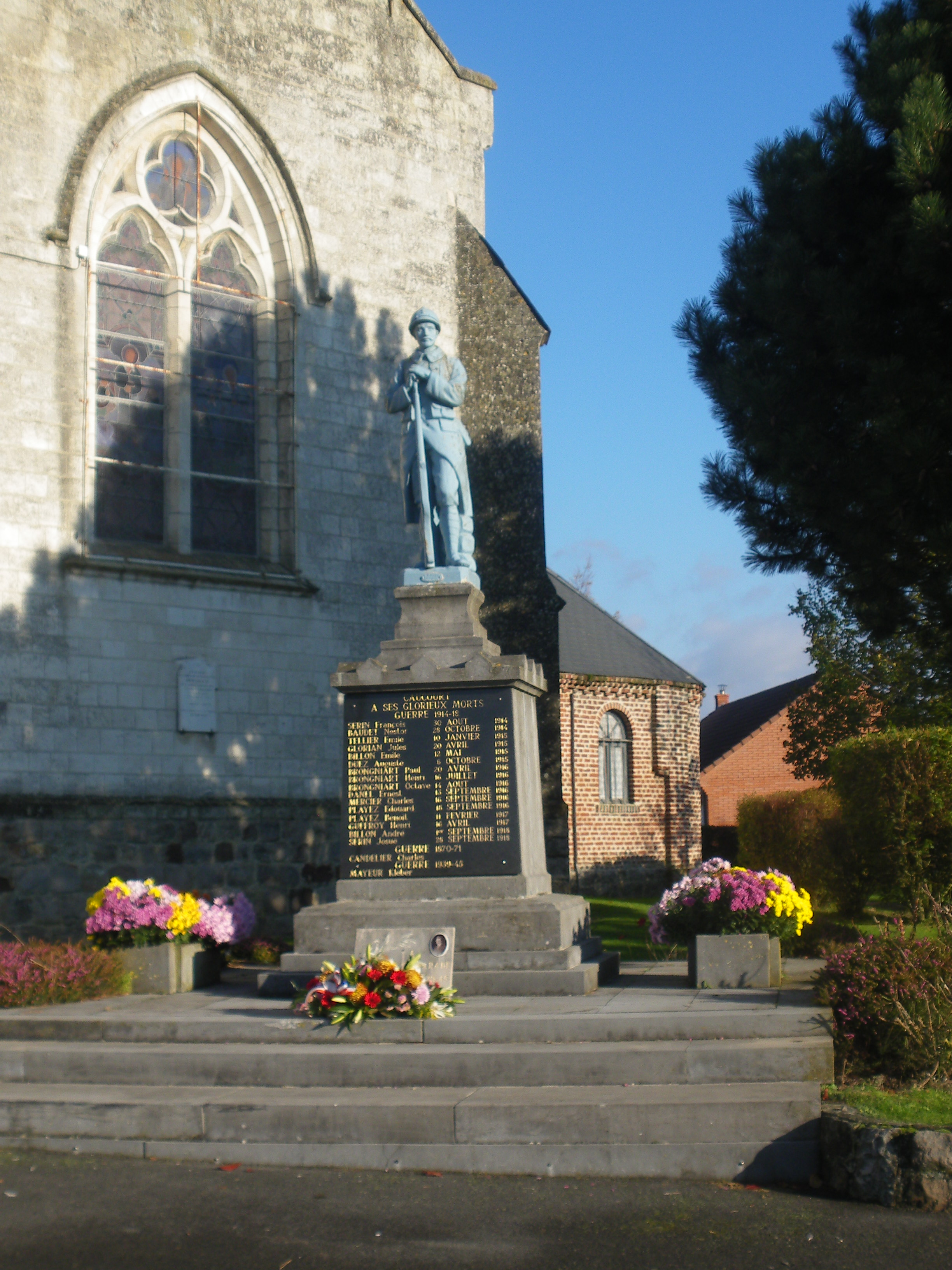
Gefallenendenkmal